# Суперкубок Кувейту з футболу
Суперкубок Кувейту з футболу (араб. كأس_السوبر_الكويتيد) — футбольний клубний турнір в Кувейті, який проводиться під егідою Футбольної асоціації Кувейту. 

## Історія
Турнір започаткований у 2008 році. Це змагання стало служити початком сезону і проводилось між чемпіоном Кувейту і володарем Кубка Еміра Кувейту попереднього сезону. Якщо ж обидва цих турніри вигравав один клуб, то він грав у суперкубку з переможцем третього за рівнем трофею країни, Кубка наслідного принца Кувейту. Така ситуація відбувалась у 2010, 2012 та 2018 роках. Крім того у 2017 році «Аль-Кувейт» виграв усі три національні трофеї, тому у суперкубку зійшовся з віце-чемпіоном, клубом «Аль-Кадісія», яку переміг у серії пенальті.

## Фінали
| Сезон | Чемпіон                | Рахунок          | Фіналіст               | Місце фіналу              |
| ----- | ---------------------- | ---------------- | ---------------------- | ------------------------- |
| 2008  | Аль-Арабі (Ель-Кувейт) | 1 - 0 дч         | Аль-Кувейт             | «Сабах Аль-Салем»         |
| 2009  | Аль-Кадісія (Кувейт)   | 4 - 1            | Аль-Кувейт             | «Аль-Садака Васалам»      |
| 2010  | Аль-Кувейт             | 3 - 1            | Аль-Кадісія (Кувейт)   | «Аль-Садака Васалам»      |
| 2011  | Аль-Кадісія (Кувейт)   | 1 - 0            | Казма                  | «Аль-Кувейт»              |
| 2012  | Аль-Арабі (Ель-Кувейт) | 2 - 1            | Аль-Кадісія (Кувейт)   | «Аль-Кувейт»              |
| 2013  | Аль-Кадісія (Кувейт)   | 3 - 1 дч         | Аль-Кувейт             | «Аль-Садака Васалам»      |
| 2014  | Аль-Кадісія (Кувейт)   | 3 - 2            | Аль-Кувейт             | «Алі Аль-Салем Аль-Сабах» |
| 2015  | Аль-Кувейт             | 3 - 1            | Аль-Кадісія (Кувейт)   | «Алі Аль-Салем Аль-Сабах» |
| 2016  | Аль-Кувейт             | 2 - 2 (3-2 пен.) | Аль-Кадісія (Кувейт)   | «Джабер Аль-Ахмад»        |
| 2017  | Аль-Кувейт             | 0 - 0 (5-4 пен.) | Аль-Кадісія (Кувейт)   | «Джабер Аль-Ахмад»        |
| 2018  | Аль-Кадісія (Кувейт)   | 2 - 1            | Аль-Кувейт             | «Сабах Аль-Салем»         |
| 2019  | Аль-Кадісія (Кувейт)   | 1 - 0            | Аль-Кувейт             | «Джабер Аль-Ахмад»        |
| 2020  | Аль-Кувейт             | 1 - 0            | Аль-Арабі (Ель-Кувейт) | «Джабер Аль-Ахмад»        |
| 2021  | Аль-Арабі (Ель-Кувейт) | 1 - 1 (4-2 пен.) | Аль-Кувейт             | «Джабер Аль-Ахмад»        |
| 2022  | Аль-Кувейт             | 2 - 1            | Казма                  | «Джабер Аль-Ахмад»        |
| 2023  | Аль-Кувейт             | 2 - 1            | Казма                  | «Джабер Аль-Ахмад»        |
| 2024  | Аль-Кувейт             | 1 - 1 (7-6 пен.) | Аль-Кадісія            | «Джабер Аль-Ахмад»        |

## Титули за клубами
| Клуб        | Перемоги | Роки перемог                                   |
| ----------- | -------- | ---------------------------------------------- |
| Аль-Кувейт  | 8        | 2010, 2015, 2016, 2017, 2020, 2022, 2023, 2024 |
| Аль-Кадісія | 6        | 2009, 2011, 2013, 2014, 2018, 2019             |
| Аль-Арабі   | 3        | 2008, 2012, 2021                               |